# Euphrasia georgica
Euphrasia georgica är en snyltrotsväxtart som beskrevs av Kemul.-nath.. Euphrasia georgica ingår i släktet ögontröster, och familjen snyltrotsväxter. Inga underarter finns listade i Catalogue of Life.